# Saint-Kilda (Victoria)
Pour les articles homonymes, voir St Kilda.
 (janvier 2014).
Améliorez-le ou discutez des points à vérifier. 

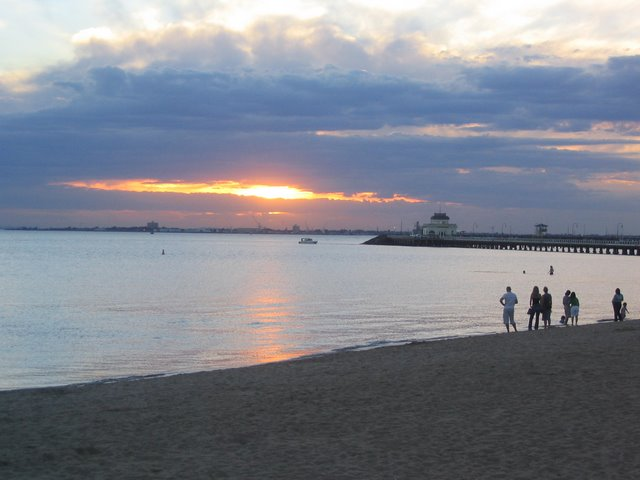
St Kilda Beach

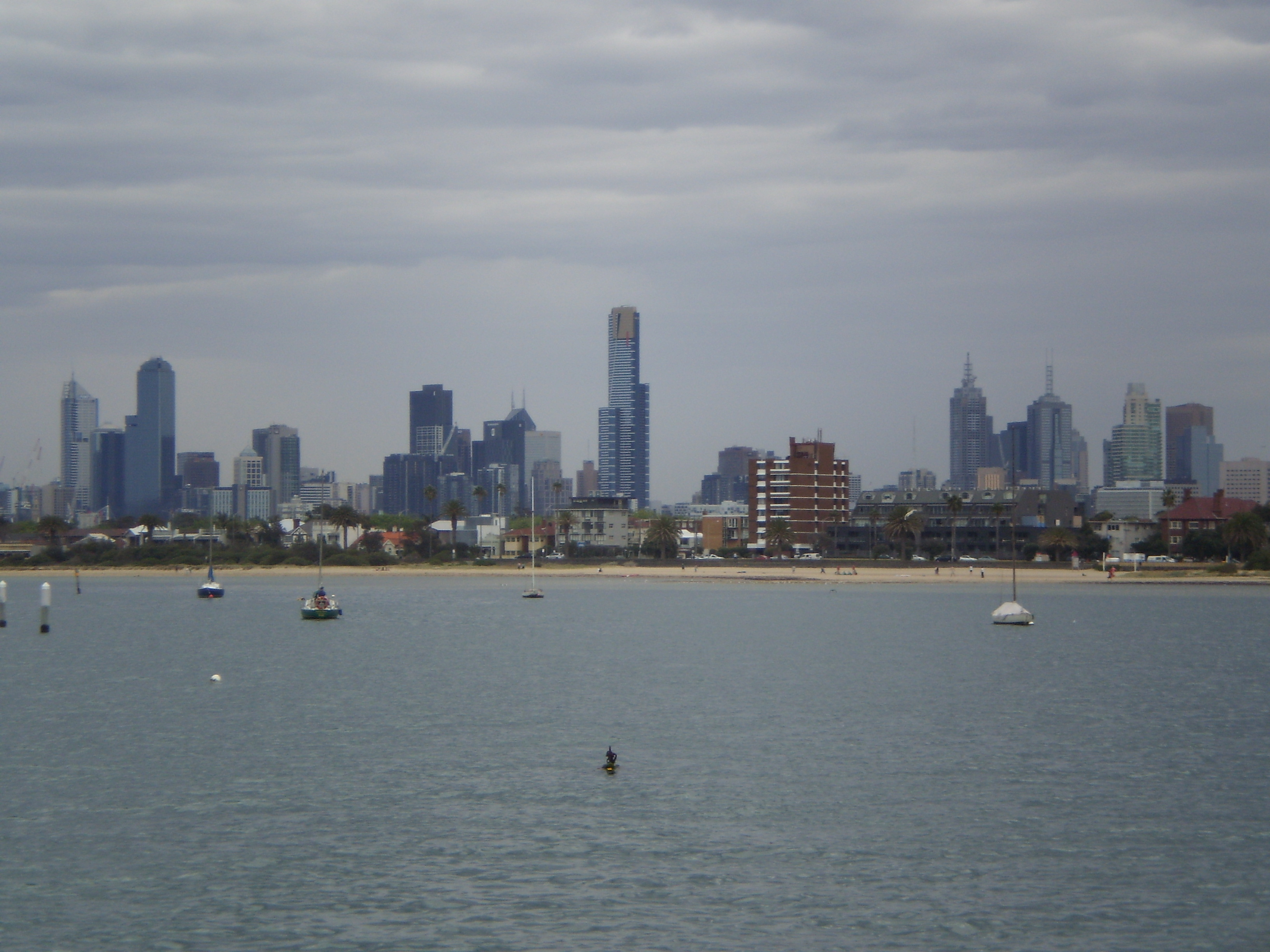
CBD de Melbourne depuis Saint-Kilda

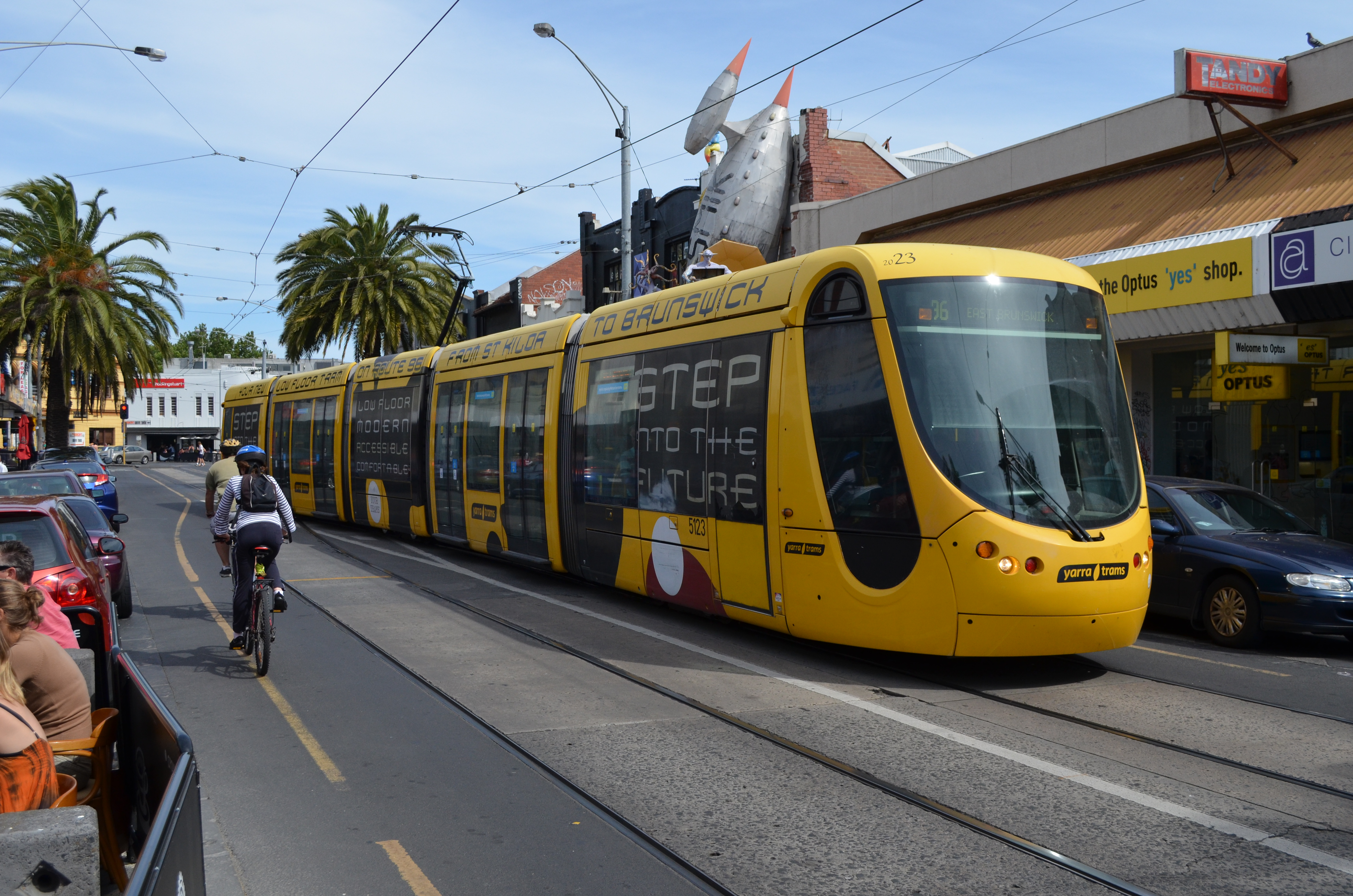
Tramway sur Acland Street

Saint-Kilda (anglais : St Kilda) est un quartier de la périphérie de l'agglomération de Melbourne, en Australie, à 6 kilomètres au sud du quartier central des affaires. Elle fait partie de la ville de Port Phillip. Au recensement de 2011, Saint-Kilda avait une population de 17 795 habitants et une superficie de 3,2 km2.

## Description
Saint-Kilda abrite beaucoup de célèbres attractions touristiques de Melbourne comme le Luna Park, Esplanade Hotel, Acland Street, Fitzroy Street ou encore St Kilda Beach, la plus célèbre plage de Melbourne.
Saint-Kilda est une zone de fort contraste social avec de nombreuses personnes défavorisées sans abris et d'autres riches et à la mode qui se pressent dans les boutiques et les cafés. Pendant de nombreuses années, Saint-Kilda a eu la plus forte densité de population pour une région métropolitaine en dehors de Sydney. Malgré les tendances migratoires, Saint-Kilda possède un petit nombre de groupes ethniques. Il y a des restaurants et des boutiques représentants les cultures de nombreux pays, y compris la France. Saint-Kilda a une grande population irlandaise. Une communauté française est de plus en plus présente dans la région.

### Événements
Saint-Kilda a une culture artistique unique et accueille de nombreux événements locaux de haut niveau, ainsi que de nombreux événements annuels majeurs. Le plus grand d'entre eux est le Festival de Saint-Kilda, qui attire chaque année depuis 1980 plus d'un demi-million de jeunes.
Saint-Kilda a traditionnellement un fort lien avec le football australien. Le club de football de Saint-Kilda, surnommé Saints, fait partie de l'Australian Football League. Il a joué un grand rôle dans le développement du football australien.
Les principaux loisirs sur les plages de Saint-Kilda comprennent la plupart des sports nautiques notamment la planche à voile, la voile, le kite surf, le Patinage à roulettes (en anglais roller), le beach-volley, la motomarine, le ski nautique, le bain de soleil et le parachutisme.
Saint-Kilda est connu pour ses nombreux parcs et jardins. Elle est reliée au quartier des affaires de Melbourne par les lignes de tramway 96 sur Bourke Street, 112 sur Collins Street et 16 sur Swanston Street. Le trajet CBD-Saint-Kilda dure environ 25 minutes.

## Personnalité
- William Jamieson (1852-1926), arpenteur et homme d'affaires écossais, y est mort.
- Albert Jacka (1893-1932), capitaine et héros australien de la 1ère Guerre mondiale, y est mort.